# 伊斯克里夫卡 (季夫里夫區)
48°53′9″N 28°20′20″E / 48.88583°N 28.33889°E
伊斯克里夫卡（烏克蘭語：Іскрівка），是烏克蘭的村落，位於該國西南部文尼察州，由文尼察區負責管轄，面積0.27平方公里，海拔高度293米，2001年人口44，人口密度每平方公里166.04人。